# Bavituximab
Il Bavituximab è un anticorpo monoclonale chimerico, che è stato sperimentato come trattamento di tumori e infezioni virali.
Il farmaco lega la fosfatidilserina che viene esposta sulla superficie di cellule animali atipiche, sui tumori e su sei differenti famiglie di virus.

### Bavituximab
- (EN) Tim Meyer, Vascular Disruptive Agents for the Treatment of Cancer, Springer, 1º settembre 2010,  pp. 172–, ISBN 978-1-4419-6608-7.
- (EN) Jack W. Plunkett, Plunkett's Biotech and Genetics Industry Almanac 2009 (E-Book): Biotech and Genetics Industry Market Research, Statistics, Trends and Leading Companies, Plunkett Research, Ltd., agosto 2008,  pp. 469–, ISBN 978-1-59392-464-5.
- (EN) Arsenio Fialho, Emerging Cancer Therapy: Microbial Approaches and Biotechnological Tools, John Wiley and Sons, 2 agosto 2010,  pp. 418–, ISBN 978-0-470-44467-2.
- (EN) Wolfgang E. Berdel, Angiogenesis Inhibition, Springer, 4 dicembre 2009,  pp. 206–, ISBN 978-3-540-78280-3.